# Caorso

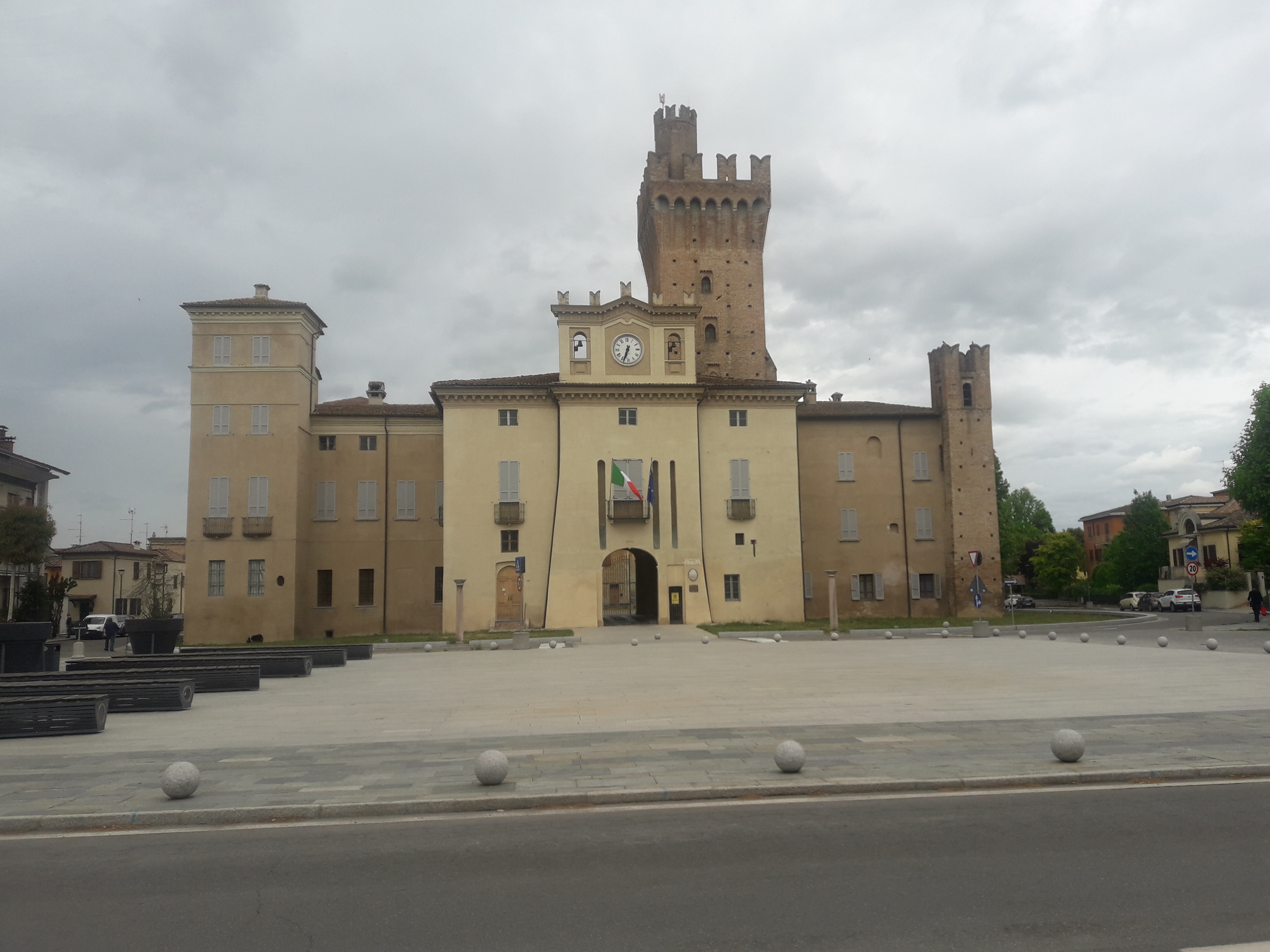
Rocca Mandelli in Caorso

Caorso ist eine italienische Gemeinde mit 4767 Einwohnern (Stand 31. Dezember 2023) in der Provinz Piacenza. Der Ortsteil Zerbio gehört zur Gemeinde, in der im Wesentlichen landwirtschaftliche und kleinere Betriebe angesiedelt sind.
Die offizielle Schutzheilige der Gemeinde ist Santa Maria Assunta. Traditionell verehrt die Bevölkerung San Rocco und betrachtet ihn als den wirklichen Schutzheiligen.

## Kernkraft
Das 1990 abgeschaltete Kernkraftwerk Caorso dient heute (2016) als Lager für radioaktive Abfälle. Ein General-Electric-Manager schlug 2010 vor, den Rückbau zu stoppen und das Kernkraftwerk zu reaktivieren. Nach der Nuklearkatastrophe von Fukushima (März 2011) lehnte die italienische Bevölkerung am 12. und 13. Juni 2011 jedoch mit großer Mehrheit den Wiedereinstieg in die Kernenergie ab. Nachdem außerdem die Regierung von Silvio Berlusconi im November 2011 zurücktrat und sich in der Region im Mai 2012 zwei Erdbeben ereigneten wird dieser Plan nicht weiter verfolgt.

## Söhne und Töchter der Gemeinde
- Attilio Pavesi (1910–2011), Radrennfahrer
- Carlo Masarati (1930–2021), Radrennfahrer